# カルロス・グアスタビーノ
カルロス・グアスタビーノ（Carlos Guastavino, /karlos ɡwas.ta'bi.no/, グァスタビーノ、1912年4月5日 サンタフェ州 - 2000年10月29日 ブエノスアイレス）はアルゼンチンの作曲家。

## 生涯と作品
グアスタビーノ はサンタフェ州でEsperanza LothringerとDominga Iaffeiから、ブエノスアイレスでAthos Palmaから音楽の指導を受けた。1947年、1948年、1949年と、才能あるピアニストとしてBBCにロンドンに招かれて自作のピアノ曲を演奏し、ブリティッシュ・ カウンシル（British Council）から奨学金を受けた。この時、BBC交響楽団は『Tres Romances argentinos』のオーケストラ版（元々は２台ピアノための作品である）を初演した。1956年にはソビエト連邦と中国をツアーし、声楽とピアノのための曲を自作自演した。
20世紀のアルゼンチンの作曲家の中でも、グアスタビーノの作品は200曲を越え、ピアノ独奏曲、合唱曲、校歌、室内楽曲、ギター独奏曲などがあるが、そのほとんどは声楽とピアノのための作品である。テキストには、ラファエル・アルベルティ（Rafael Alberti）、アタウアルパ・ユパンキ、パブロ・ネルーダ、ガブリエラ・ミストラル、ホルヘ・ルイス・ボルヘスらの詩を使っている。グアスタビーノ自身が詞を書いた作品も数曲ある。
管弦楽曲では、バジル大佐のバレエ・リュスの委嘱で作った『Divertissement; fue una vez』（1942年、ブエノスアイレス、テアトロ・コロン初演）や、『Suite argentina』（イザベル・ロペスのバレエ・エスパニョールによってロンドン、パリ、バルセロナ、ハバナで上演）がある。
グアスタビーノの作風は、常に調性でロマンティックである。同時代のアルゼンチンの作曲家アルベルト・ヒナステラとは対照的で、アルベルト・ウィリアムス（Alberto Williams）やフリアン・アギーレ（Julián Aguirre）といった19世紀のアルゼンチン国民楽派作曲家の先駆者たちを受け継いでいる。特に、アギーレやロペス＝ブチャルドの繊細かつロマンティックなピアノ曲の影響は明かである。
ブエノスアイレス市民賞（室内歌曲に対して）、アルゼンチン法務大臣賞、サンタフェ文化委員会賞（歌曲に対して）、「Vosotras」誌賞（『Canción de Navidad』に対して）の他、米州機構とConsejo Interamericano de Músicaからもこれまでの創造的活動に対して賞を贈られている。
グアスタビーノの作品は、テレサ・ベルガンサ、キリ・テ・カナワ、ホセ・カレーラス、Jorge Chaminé、ホセ・クーラ、マルタ・アルゲリッチ、ギドン・クレーメル、ダニエル・バレンボイムらによって演奏されている。

## ディスコグラフィ
以下は、グアスタビーノの自作自演以外の物。
- Carlos Guastavino: The Complete Piano Music（2008年、Nimbus、NI 5818/20） - マーティン・ジョーンズ（ピアノ）
- Flores Argentinas: Canciones de Ginastera y Guastavino（2007年、Cleo Productions、Cleo Prod 1002） - インカローズ・ドゥオ
- Canciones Argentinas（2006年、ハルモニア・ムンディ、HMC 901892） - ベルナルダ・フィンク（メゾソプラノ）、マルコス・フィンク（バス・バリトン）、カルメン・ピアッツィーニ（ピアノ）
- Vai Azulão（2002年、Marquis Classic、MAR 285） - Agathe Martel（ソプラノ）、Marc Bourdeau（ピアノ）
- Canciones Amatorias（2002年、ハイペリオン、CDA 67186） - ベルナルダ・フィンク（メゾソプラノ）、ロジャー・ヴィグノールス（ピアノ）
- Flores Argentinas（1996年、Cascavelle、VEL1059） - マルコス・フィンク（バス・バリトン）、Luis Ascot（ピアノ）
- Mélodies（1995年、Lyrinx 149 (882 149)） - Jorge Chaminé（バリトン）、マリー＝フランソワーズ・ビュッケ（ピアノ）
- Argentinian Songs（1987年、Nimbus Records、NI 5107） - ラウール・ヒメネス（テノール）、Nina Walker（ピアノ）
- Classics of the Americas, volume 2（1990年、Opus 111、OPS 30-9002） - Margot Pares-Reyna（ソプラノ）、ジョルジュ・ラボール（ピアノ）
- South American Songs（1984年、Claves、CD 50-8401） - テレサ・ベルガンサ（メゾソプラノ）、フアン＝アントニオ・アルバレス＝パレホ（ピアノ）
- Guitar Music of Argentina, volume 1（ナクソス、 8-555058） - Victor Villandagos（ギター）
- Guitar Music of Argentina, volume 2（ナクソス、8-557658） - Victor Villandagos（ギター）
- Piano Music（Marco Polo、8-223462） - エクトル・モレーノ、Norberto Capelli
- Las puertas de la mañana: Songs of Guastavino（New Albion NA 058） - Ulises Espaillat（テノール）、Pablo Zinger（ピアノ）